# Королята
Королята — деревня в составе Сивинского района в Пермском крае.

## Географическое положение
Деревня расположена в центральной части района на расстоянии примерно 6 километров на запад-северо-запад по прямой от села Сива.

## Климат
Климат умеренно-континентальный с продолжительной снежной зимой и коротким, умеренно-теплым летом. Среднегодовая температура +1,7 °С. Средняя температура июля составляет +17,7 °С, января −15,1 °С. Среднее годовое количество осадков составляет 586 мм.

## История
Известна с 1782 года как деревня Корелышева. До 1 января 2021 входит в состав Сивинского сельского поселения Сивинского района. Предполагается, что после упразднения обоих муниципальных образований войдёт в состав Сивинского муниципального округа.

## Население
Постоянное население составляло 2 человека в 2002 году (100 % русские), 3 человека в 2010 году.